# Fishguard

Il Pembrokeshire (Galles) con Fishguard

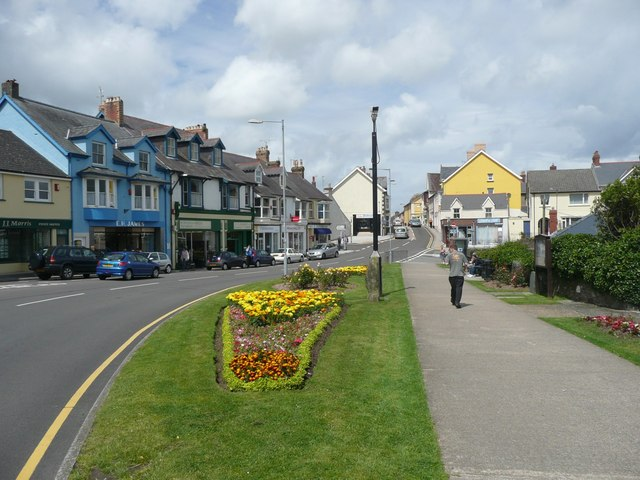
Via di Fishguard

Fishguard  (in gallese: Abergwaun; 3.200 ab. ca.) è una cittadina della costa sud-occidentale del Galles,  affacciata sulla Baia di Cardigan (Cardigan Bay, Mare d'Irlanda) ed appartenente, dal punto di vista amministrativo, alla contea di Pembrokeshire, nel Dyfed.

È situata sull'estuario del fiume Gwaun (da cui il nome in gallese: Abergwaun).
La località è un punto di collegamento via mare con l'Irlanda, segnatamente con il porto di Rosslare.

## Geografia fisica

### Collocazione
Fishguard si trova nella costa settentrionale della contea di Pembrokeshire, all'incirca a metà strada tra Cardigan (contea di Ceredigion) e St David's (a sud-ovest della prima e a nord-est della seconda), da cui dista rispettivamente ca. 27 e 25 km.